# 斯图尔湖水怪
斯图尔湖水怪是被报道栖息于瑞典中部300-英尺（90-）斯图尔湖的湖怪。水怪首次被报道是在1635年。1986年，斯图尔湖畔唯一的城市厄斯特松德庆祝200周年纪念日时，政府将其列入“濒危动物保护名单”中加以保护。2005年11月，因被质疑对一种尚未能证明其确实存在的动物进行保护是否多此一举，当地政府决定将其从保护名单中除名。

## 概述
斯图尔湖水怪被描述为背部有鳍，长着狗头的蛇形或水生爬行动物。大约有6米长，有些报告称它还长有隆肉。

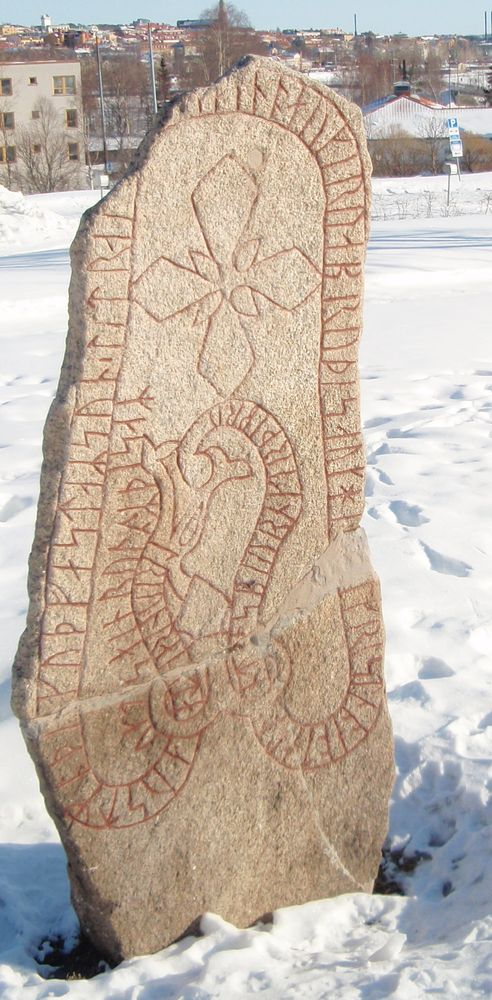
11世纪中叶的福洛色如尼文石碑。1635年的传说称斯图尔湖水怪是石碑上刻画的蛇。

1635年，牧师摩根斯·彼得森民俗学家的故事中作了对斯图尔湖水怪的首次描述。另外一则传说则由基督教派会议主席安德烈亚斯·普兰廷在1685年记录于一篇探究中。
对生物的共同兴趣首先在19世纪90年代被激发。 经过几次目击后，当地人发起了一个抓捕水怪的计划，甚至得到国王奥斯卡二世的支持。从那时起，发生了数百起怪物的目击事件。在科学上没有得出任何结论，但支持者从来没有失去信心。
2008年8月，一个电影剧组声称拍摄到了水怪，报告红外摄像机显示了湖中有大块吸热反馈。